# Svartsjön (Slätthögs socken, Småland)
Svartsjön är en sjö i Alvesta kommun i Småland och ingår i Lagans huvudavrinningsområde. Sjön är 3,8 meter djup, har en yta på 0,0614 kvadratkilometer och befinner sig 185 meter över havet.

## Delavrinningsområde
Svartsjön ingår i det delavrinningsområde (633546-141490) som SMHI kallar för Inloppet i Rickelsbodasjön. Medelhöjden är 197 meter över havet och ytan är 8,05 kvadratkilometer. Det finns ett avrinningsområde uppströms, och räknas det in blir den ackumulerade arean 63,34 kvadratkilometer. Bantabäck som avvattnar avrinningsområdet har biflödesordning 3, vilket innebär att vattnet flödar genom totalt 3 vattendrag innan det når havet efter 180 kilometer. Avrinningsområdet består mestadels av skog (80 %). Avrinningsområdet har 0,36 kvadratkilometer vattenytor vilket ger det en sjöprocent på 4,5 %.